# (168126) Chengbruce
(168126) Chengbruce est un astéroïde de la ceinture principale.

## Description
(168126) Chengbruce est un astéroïde de la ceinture principale. Il fut découvert le 1er avril 2006 à l'observatoire de Lulin par Ting Chang Yang et Ye Quan-Zhi. Il présente une orbite caractérisée par un demi-grand axe de 2,58 UA, une excentricité de 0,08 et une inclinaison de 9,2° par rapport à l'écliptique.

## Compléments